# Survivor Series (2011)
Survivor Series (2011) — щорічне pay-per-view шоу «Survivor Series», що проводиться федерацією реслінгу WWE. Шоу відбулося 20 листопада 2011 року в Медісон-сквер-гарден у Нью-Йорку (США). Це було 25 шоу в історії «Survivor Series». Шість матчів відбулися під час шоу та ще один перед показом.